# Myziane Maolida
Myziane Maolida (París, Francia, 14 de febrero de 1999) es un futbolista comorense. Juega como delantero y su equipo es el Al-Kholood Club de la Liga Profesional Saudí.

## Clubes
| Club                     | País           | Año       |
| ------------------------ | -------------- | --------- |
| Olympique de Lyon        | Francia        | 2017-2018 |
| O. G. C. Niza            | Francia        | 2018-2021 |
| Hertha Berlín            | Alemania       | 2021-2024 |
| Stade de Reims (cedido)  | Francia        | 2023      |
| Hibernian F. C. (cedido) | Escocia        | 2024      |
| Al-Kholood Club          | Arabia Saudita | 2024-     |